# Шиzа
«Шизa» (в зарубежном прокате — «Шиzа», «Shiza», «Schizo», «The Recruiter») — казахстанский фильм режиссёра Гульшад Омаровой, снятый в 2004 году при поддержке Франции, Германии и России (кинокомпания СТВ под руководством Сергея Сельянова).

## Сюжет
Главный герой — 15-летний подросток из казахской глубинки Мустафа по прозвищу «Шиза» — лишён родительского тепла. Недалёкий проходимец-отчим втягивает его в криминальную стихию: парень становится агентом по вербовке на нелегальные бои, где приз — или автомобиль, или смерть, а иногда и то и другое вместе.
Когда на ринге убивают человека, жизнь Шизы круто меняется. Увидев жену убитого бойца и передав его деньги, Шиза понимает, что в его сердце пришло настоящее чувство. Теперь он знает, для кого будет зарабатывать, чего бы это ни стоило.
Приехав к дяде Джакену, алкоголику, зарабатывающему на жизнь сдачей проводов в цвет. мет, в прошлом хорошему каратисту, Мустафа предлагает ему поучаствовать в боях без правил. Дядя соглашается и выигрывает на боях автомобиль, который на следующий день продаёт.
На отчима Шизы — Сакуру, наезжает криминальный авторитет из-за победы дяди Джакена. Авторитет, лишившись бойца и машины требует вернуть деньги, на что Сакура обещает отдать их. Он забирает деньги матери Шизы, которые она откладывала на лечение сына, а также требует вернуть деньги от самого Мустафы. Позже Сакура предлагает Шизе авантюру по ограблению обменного пункта, обещая достаточно денег на то чтобы откупиться от бандита и безбедно жить самим, поделив их поровну.
На месте ограбления, Сакура посылает Шизу в пункт, а сам остаётся, предварительно отдав ему свой пистолет. Шиза успешно забирает деньги и уезжает вместе с Сакурой. Уехав от места преступления, Сакура бросает Шизу, забрав все деньги. В ответ, Шиза достаёт пистолет Сакуры, который тот якобы «забыл в пункте», и убивает отчима.
Забрав рюкзак с деньгами и мотоцикл Сакуры, Мустафа едет к Зинке, но не застаёт её на месте, но находит её сына. Шиза прячет деньги на чердаке дома, и просит сына Зинки отдать их ей по наступлении зимы. Сам Мустафа садится в тюрьму, но вскоре выходит по амнистии. На выходе из тюрьмы его встречает Зинка с сыном, и вместе они уходят.

## В ролях
| Актёр                  | Роль                                                                                 |
| ---------------------- | ------------------------------------------------------------------------------------ |
| Олжас Нусупбаев        | Мустафа по кличке «Шиза»                                                             |
| Ольга Ландина          | Зинка, вдова убитого бойца без правил, подруга Мустафы (озвучивает Евгения Игумнова) |
| Эдуард Табишев         | Сакура, отчим Мустафы, организатор боёв без правил (озвучивает Геннадий Смирнов)     |
| Виктор Сухоруков       | Виктор Иванович, доктор                                                              |
| Гульнара Ералиева      | Куляш (озвучивает Александра Кожевникова)                                            |
| Нуртай Канагат         | Санджик                                                                              |
| Бахытбек Баймуханбетов | Джакен, дядя Мустафы (озвучивает Ян Цапник)                                          |
| Мухит Изимов           | Нурлан                                                                               |
| Жорабек Мусабаев       | Алмаз (озвучивает Олег Куликович)                                                    |
| Эмину Исмаилова        | балерина                                                                             |

## Съёмочная группа
- Режиссёр-постановщик — Гульшад Омарова.
- Продюсеры: Сергей Бодров, Сергей Сельянов, Сергей Азимов.
- Сценаристы: Сергей Бодров, Гульшад Омарова.
- Оператор-постановщик — Хасанбек Кыдыралиев.
- Художник-постановщик — Талгат Асыранкулов.
- Звукорежиссёр — Андрей Влазнев.
- Монтажёр — Иван Лебедев.
- Художник по костюмам — Талгат Асыранкулов.
- Художник-гримёр — Алия Бержанова.
- Редактор — Зауреш Ергалиева.
- Звукооператор — Сергей Лундин.
- Ассистенты: Ануар Райбаев, Ерлан Нурмухамбетов, Мирлан Абдыкалыков, Муниса Гулиева, Марина Гагарина, Иван Пермин.
- Специальные эффекты — Дмитрий Никитин.
- Синхронные шумы — Сергей Фигнер.
- Реквизитор — Муниса Гулиева.
- Механик — Сергей Самойлов.
- Художник-декоратор — Андрей Чевгун.
- Костюмер — Муниса Гулиева.
- Фотографы: Павел Сиротин, Николай Постников.
- Осветители: Виктор Минин, Виктор Шпичук.
- Постановщик боёв — Игорь Меняйлов.
- Водители: Нуртлес Токкулов, Ренат Садыхов, Артур Агабеков.
- Административная группа: Асель Ержанова, Кожантай Каракозов, Наталья Искандерова.
- Заместитель директора — Валерий Скориков.
- Директора картины: Олжабек Айтикенов, Нина Ашаканова.
- Продюсерская группа СТВ: Максим Уханов, Кирилл Ануфриев, Михаил Мальцев.
- Продюсерская группа Кинофабрика — Олег Шульман.